# Intel
Tập đoàn Intel (Integrated Electronics) được thành lập vào ngày 18 tháng 7 năm 1968 tại Santa Clara, California, Hoa Kỳ, là một trong những nhà sản xuất bán dẫn lớn nhất thế giới về doanh thu, và là một trong những nhà phát triển của chuỗi bộ lệnh x86 được tìm thấy ở hầu hết máy tính cá nhân (PC). Intel cung cấp vi xử lý cho các nhà sản xuất hệ thống máy tính như Acer, Lenovo, HP và Dell. Intel cũng sản xuất các bo mạch chủ, ổ nhớ flash, card mạng.
Intel được thành lập bởi các nhà tiên phong bán dẫn như Gordon Moore (tác giả luật Moore), Robert Noyce, Arthur Rock (nhà đầu tư mạo hiểm) và liên kết với sự lãnh đạo điều hành và tầm nhìn của Andrew Grove. Intel là một yếu tố then chốt trong sự trỗi dậy của Silicon Valley như một trung tâm công nghệ cao. Noyce là một trong những nhà phát minh chính của mạch tích hợp (microchip).
Ban đầu, Intel là nhà sản xuất bộ nhớ SRAM và DRAM và đây là sự kiện tiêu biểu đầu tiên cho các nhà sản xuất chip bộ nhớ sau này. Dù Intel đã tạo ra chip vi xử lý thương mại đầu tiên trên thế giới vào năm 1971, nhưng cho đến khi thành công của máy tính cá nhân (PC) thì sản phẩm này mới trở thành mảng kinh doanh chính của hãng.
Trong thập niên 1990, Intel đầu tư mạnh mẽ vào thiết kế vi xử lý mới, thúc đẩy sự phát triển nhanh chóng của ngành công nghiệp máy tính. Trong giai đoạn này, Intel trở thành nhà cung cấp chủ yếu cho các vi xử lý PC và được biết đến với các chiến lược gây tranh cãi và không công bằng trong việc bảo vệ vị thế thị trường của mình, đặc biệt đối với AMD, cũng như cuộc đấu tranh với Microsoft về kiểm soát ngành công nghiệp máy tính.
Trung tâm Công nghệ mã nguồn mở tại Intel là nơi đăng cai các dự án PowerTOP và LatencyTOP và hỗ trợ các dự án mã nguồn mở khác như Wayland, Mesa, Threading Building Blocks (TBB) và Xen.

## Lịch sử
Tập đoàn Intel thành lập vào ngày 18 tháng 7 năm 1968, lúc đó là tập đoàn hợp nhất về thiết bị điện tử, sản xuất ở Santa Clara, California, Hoa Kỳ bởi nhà hoá học kiêm vật lý học Gordon E. Moore và Robert Noyce, sau khi họ đã rời khỏi công ty Fairchild Semiconductor.
Năm 2020, Intel có 110 600 nhân viên tại tất cả văn phòng và cơ sở sản xuất kinh doanh trên toàn cầu. Năm 2005 doanh thu của Intel đạt hơn 38 tỷ USD, và Intel xếp thứ 50 trong các công ty lớn nhất thế giới.
Intel sản xuất các sản phẩm như chip vi xử lý cho máy tính, bo mạch chủ, ổ nhớ flash, card mạng và các thiết bị máy tính khác. Intel cũng là công ty sản xuất thiết bị chất bán dẫn lớn nhất thế giới, và là nhà phát minh ra chuỗi vi mạch xử lý thế hệ x86 mà bộ xử lý tìm thấy ở các máy tính cá nhân. Intel làm ra các sản phẩm chip bo mạch chủ, card mạng, các mạch tổ hợp, chip nhớ, chip đồ họa, bộ xử lý nhúng và các thiết bị khác có liên quan đến công nghệ thông tin.
Lúc đầu Gordon Moore và Robert Noyce muốn đặt tên cho công ty là "Moore Noyce". Tuy nhiên việc phát âm lại giống "more noise" và điều này không thích hợp cho một công ty điện tử. Họ cho rằng tiếng ồn là đặc trưng cho sự giao thoa xấu. Và họ đã sử dụng cái tên NM Electronics cho công ty đúng một năm trước khi quyết định gọi tên công ty là INTegrated ELectronics (hoặc Intel). Tuy nhiên tên "Intel" đã là một tên thương mại của một chuỗi hệ thống khách sạn và họ đã mua lại nó trước khi hoạt động công ty.

### Năm 1971: Bộ vi xử lý đầu tiên
Bộ vi xử lý 4004 là bộ vi xử lý đầu tiên của Intel. Phát minh đột phá này nhằm tăng sức mạnh cho máy tính Busicom và dọn đường cho khả năng nhúng trí thông minh của con người vào trong các thiết bị vô tri cũng như các hệ thống máy tính cá nhân.
- Số lượng bóng bán dẫn: 2.300
- Tốc độ: 108KHz.

### Năm 1972:
Bộ vi xử lý 8008 mạnh gấp đôi bộ vi xử lý 4004. Thiết bị Mark-8 được biết đến như là một trong những hệ thống máy tính đầu tiên dành cho người sử dụng gia đình – một hệ thống mà theo các tiêu chuẩn ngày nay thì rất khó để xây dựng, bảo trì và vận hành.
- Số lượng bóng bán dẫn: 3.500
- Tốc độ: 200KHz

### Năm 1974:
Bộ vi xử lý 8080 đã trở thành bộ não của hệ thống máy tính cá nhân đầu tiên – Altair.
- Số lượng bóng bán dẫn: 6.000
- Tốc độ: 2 MHz

### Năm 1978:
Một hợp đồng cung cấp sản phẩm quan trọng cho bộ phận máy tính cá nhân mới thành lập của IBM đã biến bộ vi xử lý 8088 trở thành bộ não của sản phẩm chủ đạo mới của IBM—máy tính IBM PC.
- Số lượng bóng bán dẫn: 29.000
- Tốc độ: 5 MHz, 8 MHz, 10 MHz

### Năm 1982:
Bộ vi xử lý 286, còn được biết đến với cái tên là 80286, là bộ vi xử lý Intel đầu tiên có thể chạy tất cả các phần mềm được viết cho những bộ vi xử lý trước đó. Tính tương thích về phần mềm này vẫn luôn là một tiêu chuẩn bắt buộc trong họ các bộ vi xử lý của Intel.
- Số lượng bóng bán dẫn: 134.000
- Tốc độ: 6 MHz, 8 MHz, 10 MHz, 12,5 MHz